# Île de la Table
Ne doit pas être confondu avec Île de la Table-Ronde.
L’île de la Table est une île de Nouvelle-Calédonie appartenant administrativement à Ouvéa.
Elle se situe au Nord d'Ouvéa.

## Histoire
Elle fut le théâtre des ultimes entrainements des gendarmes du GIGN avant l'assaut de la grotte en mai 1988 lors de la prise d'otages d'Ouvéa.